# Schizophyllum murrayi
Schizophyllum murrayi är en svampart som beskrevs av Massee 1892. Schizophyllum murrayi ingår i släktet Schizophyllum och familjen oxtungsvampar.   Inga underarter finns listade i Catalogue of Life.